# Zoroastrism

Farvahar (eller Foruhar) är en av de främsta moderna symbolerna för zoroastrismen och anses föreställa en fravashi (skyddsande).

Zoroastrism (även mazdaism efter namnet på guden Ahura Mazda), är en av världens äldsta monoteistiska (alternativt monolatriska) religioner. Zoroastrismen grundades av den iranske filosofen och diktaren Zarathustra omkring 1500 f.Kr. i det historiska nordöstra Iran (förmodligen i det historiska Sogdien eller Margiana).
I Indien kallas religionen parsism ("den persiska religionen"). Zoroastrierna själva kallar sin religion för behdini ("den goda religionen") eller mazdayasna ("vishetsdyrkan").
Zoroastrismen var den dominerande religionen i Stor-Iran (den iranska världen) i mer än 1500 år och har haft ett djupgående inflytande på judendom, manikeism, kristendom, islam och sufism. Zoroastrisk tidräkning började 1738 år före Kristus. År 2024 motsvarar 3762 i den zoroastriska kalendern.
Till berömda zoroastrier i modern tid hör Zubin Mehta, Freddie Mercury, Ratan Tata och Trita Parsi. Indiska zoroastrier kallas ibland parser.

## Tro och utövande

### Gyllene regel

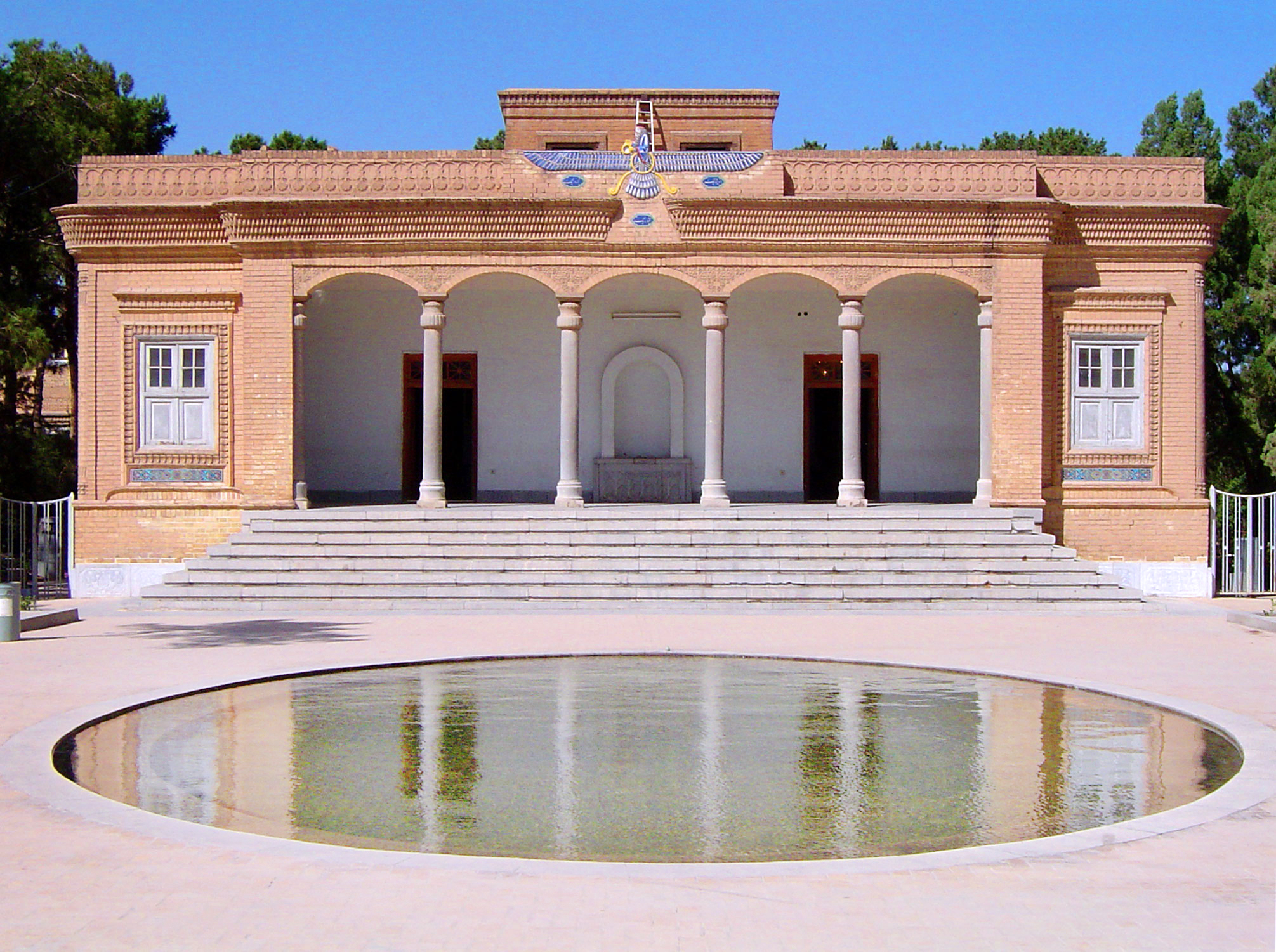
Eldtempel i Yazd, Iran

Zoroastrismens grundprincip eller gyllene regel är formulerad på fornavestiska och lyder:
| ”             | Goda tankar, goda ord, goda handlingar | „ |
| – Zarathustra |                                        |   |

På fornavestiska lyder sentensen: humata hūxta huuaršta. Denna trefaldiga princip har sin grund i Zarathustras Sånger (avestiska: Gāthā) och utgör stommen i hans filosofi. Han menar att varje enskild individ har en fri vilja och en aktiv roll i formandet av sitt beteende.

### Mantran
De två viktigaste mantran i zoroastrismen är Ashem Vohu och Yatha Ahu Vairiyo. De är författade på fornavestiska och med all sannolikhet utformade av Zarathustra själv. Ashem Vohu kan översättas som "Sanningen är god" och lyder i svensk översättning:
| ”             | Sanningen är det högsta goda, bereder den djupaste glädje. Lycklig är den som är sann med Den bästa sanningen. | „ |
| – Zarathustra | |   |

På fornavestiska lyder mantrat: aṣ̌əm vohū vahištəm astī / uštā astī uštā ahmāi / hyat̰ aṣ̌āi vahištāi aṣ̌əm.

### Elden

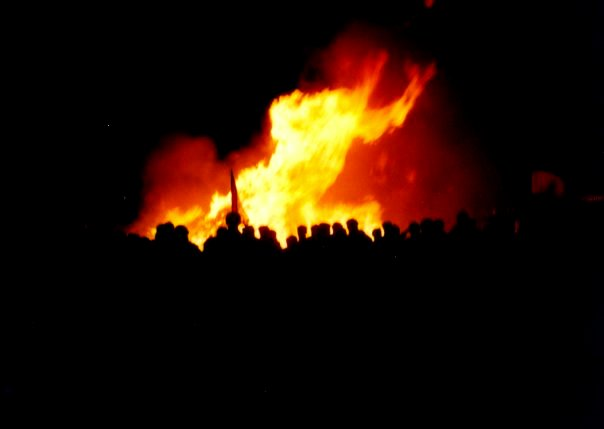
Sadehfesten firas av zoroastrier i Teheran

Vördnad för ljuset och elden spelar stor roll i zoroastrismen. Elden betraktas som helig, gudomlig och okränkbar. När zoroastrismen hade etablerat sig hade också ett prästerskap vuxit fram för att beskydda den heliga elden, jorden och vattnet, för att avvärja onda andar och andra kultiska handlingar.

### Heliga cypresser
Cypresser anses heliga inom zoroastrismen eftersom Zarathustra enligt traditionen själv planterade en cypress i byn Kashmar i nordöstra Iran för att ära Vishtaspa. Denna cypress, som höggs ned på order av den abbasidiske kalifen Al-Mutawakkil, är berömd som Cypressen i Kashmar. 
Före islamiska erövringen av Mellanöstern fanns flera heliga cypresser runtom i Iran och Afghanistan. Av dessa återstår bara en, cypressen i Abarkuh, som är omkring 25 meter hög och utgör ett viktigt pilgrimsmål för zoroastrier från hela världen.

### Viktiga djur
I Sånger framträder Zarathustra till kreaturens räddning och skyddar dem mot den blodiga boskapsslakt som var utbredd i dåtidens Iran. Kon symboliserar det goda livet, men också den goda världen.
Kor, hästar, hundar och andra djur som ansågs nyttiga i ett boskapsskötande samhälle har hög status bland zoroastrier.
I Avesta beskrivs ormar, myggor och andra onyttiga djur med nedsättande ord.

### Kvinnliga präster och konversion

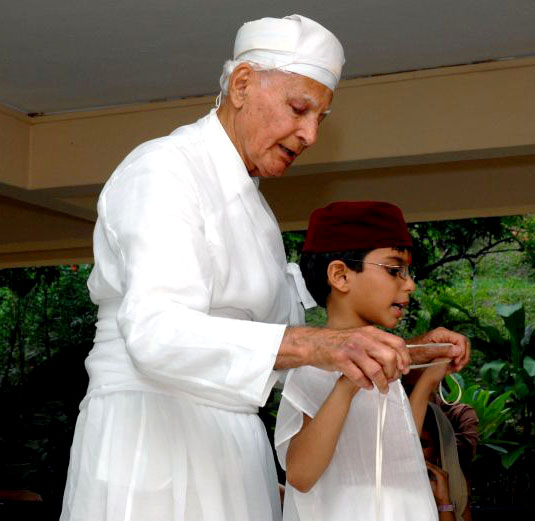
Navjote-ceremoni - Mobeden vägleder barnet i att knyta det heliga kushti (snöret).

Kvinnliga präster och konversion till zoroastrismen är frågor som är kontroversiella bland zoroastrier. Medan det iranska zoroastriska samfundet och parser utanför Indien är positiva till kvinnliga präster och konversion till zoroastrismen motsätter sig en majoritet av de parsiska prästerna i Indien dessa fenomen.
Kvinnliga zoroastriska präster eller mobeder förekommer i Iran och i Kanada. 2013 utförde Mahshad Khosraviani navjote-riten i Toronto som första kvinnliga mobed i Kanada.

### Traditionellt begravningsskick
Eftersom eld, jord och vatten tillhör den goda, heliga och ljusa sfären fick inte de döda begravas eller brännas. Liken sågs som orena och sattes i stället ut till fåglarna i torn på höjder eller bergstoppar. Sådana torn (så kallade Tystnadens Torn) finns fortfarande kvar, dock begraver zoroasterna numera sina döda då den härskande religionen (islam) förbjuder denna form av "begravning" i Iran. Detta sker dock i speciella behållare som undviker direkt kontakt mellan liken och jorden under. Bland parserna i Bombay förekommer det dock fortfarande att man lägger sina döda på taket av ett "tystnadens torn" så att gamarna kan äta liken. Det mest kända tystnadens torn i Bombay, Doongerwadi, ligger på en höjd på den berömda halvön Malabar Hill.

## Filosofi
Zoroastrisk filosofi utgår från den iranske filosofen och diktaren Zarathustra som levde i nordöstra Iran omkring 1500 f.Kr.. Zarathustras filosofi finns bevarad i hans Sånger.
Många av de zoroastriska tankeskolorna utvecklades under den sasanidiska dynastin då Iran var en stormakt i Västasien. En sådan skola var zurvanismen som har sina rötter i akemenidisk tid och beskrivs av historieskrivaren Theopompos (300-talet f.Kr.).
I dag lever den zoroastriska filosofin framförallt vidare bland zoroastriska tänkare i Indien, Iran och Nordamerika.
Zoroastrisk filosofi har påverkat grekisk filosofi genom iranska mager under mediska perioden och akemenidiska perioden.

### Centrala idéer
Zoroastrisk filosofi kretsar kring ontologisk dualism (förhållandet mellan tanke och materia), etisk dualism (mellan gott och ont) och förhållandet mellan tanke och handling.
Zoroastrisk filosofi berör i huvudsak kunskapsteori, kosmologi och etik.

### Etisk dualism
Zoroastrismen är monoteistisk. Däremot finns en dualism på individens nivå, vad forskare kallar en "etisk dualism" med ett motsatsförhållande mellan sanning och lögn, mellan gott och ont, mellan rätt och fel. Underordnade Ahura Mazda finns två "tänkesätt": Spenta Mainyu och Angra Mainyu, det konstruktiva respektive det destruktiva tänkesättet. Genom sitt tänkande, sina ord och sina handlingar väljer människan mellan dessa två motsatser. Centralt är orsakssambandet, det är ordningen mellan tanke, ord, handling som är avgörande. Zoroastrier tränas därför att identifiera sig med sina tankar, ord och handlingar snarare än att se dem som externa. Dualismen är strikt etisk. Det råder olika uppfattningar bland zoroastrier om huruvida zoroastriska världsuppfattningen är monistisk eller dualistisk.

### Viktiga filosofiska verk
- Sånger, ca 1500 f.Kr.
- Dēnkard ("Samvetets handlingar"), tredje boken, ca 800 e.Kr.
- Shkand gumānīg wizār  ("Utläggningen som skingrar tvivlet"), ca 800 e.Kr.

## Historia

### Zarathustra

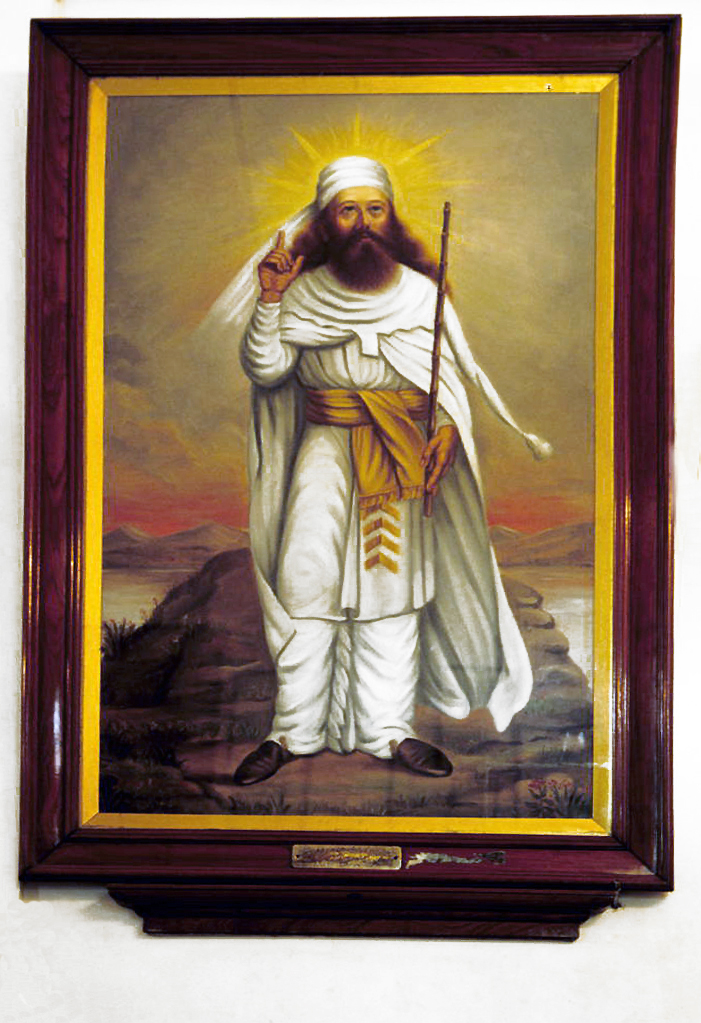
Modernt porträtt av Zarathustra i eldtemplet i Yazd, Iran

Zoroastrismens grundare heter Zarathustra Spitama (grekiska Zoroaster, därav det västerländska namnet på religionen). Enligt den tradition de flesta zoroastrier följer baserad på grekiska historikers beräkningar, levde Zarathustra 6000 f.Kr, men moderna forskare anser i regel att han levde cirka 1200 f.Kr.
Man vet inte exakt var Zarathustra föddes, men födelseplatsen antas vara någonstans öster om Kaspiska havet, i nuvarande Iran, Turkmenistan eller Uzbekistan. De enda bevarade uppgifterna om Zarathustra finns i den religiösa skriften Avesta, och där särskilt i de fem Sånger som är betydligt äldre än det övriga innehållet. Senantika källor berättar att han verkade i staden Balkh i nuvarande Afghanistan.
När Zarathustra framträdde var polyteismen förhärskande i den gammaliranska religionen inom Stor-Iran. Zarathustra vände sig emot mångfalden av gudar, dit krigsguden Indra hörde, djuroffer och det omfattande rituella bruket av droger som haoma-saften. Vissa moderna forskare, såsom Jean Kellens, anser att Zarathustra inte alls avfärdade polyteismen utan sökte reformera denna i monolatrisk form.
Zarathustra predikade en religion med Ahura Mazda (Den höga visheten) som högsta gudomlighet. Hans lära är inte moraliserande – den saknar till exempel sociala regler – utan är djupt etisk och lyfter fram människans frihet, rättskänsla och aktiva deltagande i det fortsatta skapandet av världen. Bärande är principen om asha, som spelar en  lika central roll inom zoroastrismen som principen om karma gör inom hinduismen. Asha är både den "vetenskapliga" sanningen om hur tillvaron fungerar men även den bärande etiska principen i Zarathustras budskap. Att leva i enlighet med asha är det viktigaste för alla zoroastrier.
Enligt traditionen började Zarathustra som ung att få upplysningar av Ahura Mazda. Dessa gudomliga samtal, liksom Zarathustras svårigheter med att lära ut religionen, beskrivs i Sånger, en samling av poesi och sånger som utgör Zarathustras egna ord i den heliga skriften Avesta. Motståndet från den gammaliranska religionens prästerskap gjorde att Zarathustra valde att utvandra. Religionen fick bara spridas med fredliga medel. I nuvarande Afghanistan fann han till slut en adept i Vishtaspa, kungen av Baktrien. Zarathustras första lärjunge var Vishtaspas hustru Atossa (Hutaosa). Därefter började hans lära snabbt att få fler anhängare i östra delarna av Stor-Iran. Med tiden blev hans filosofi till religion.

### Zoroastrismens inflytande
Zoroastrismen var den dominerande religionen i Centralasien och Främre Asien, huvudsakligen dagens Iran, Afghanistan, Kaukasien, Tadzjikistan och norra Indien, under mer än 1200 år. Detta är ett geografiskt område som motsvarar Stor-Iran.
Under det akemenidiska riket nådde Zarathustras tankar till Medelhavsområdet, där de sannolikt influerade filosoferna Herakleitos, Platon och Aristoteles. Det zoroastriska inflytandet fördjupades efter Alexander den stores erövringar av det akemenidiska riket år 333 f.Kr.
Kontakterna mellan perser och judar i Babylon och Jerusalem efter den akemenidiske Kyros den stores erövring av Babylon 539 f.Kr. medförde att persiska religiösa föreställningar om paradis och helvete och en dualistisk världsbild påverkade judendomen och inlemmades gnostiska tankegångar. När sedan kristendomen växte fram införlivades grekisk filosofi och zoroastriska begrepp och tankegångar, i modifierat skick, i denna religion, och senare även i islam.

### Senare historia
Zoroastrismen var statsreligion i det persiska riket. När perserna övergick till islam på 650-talet flyttade zoroastrierna, i synnerhet prästerskapet (mager eller magier), till Kina och Indien för att slippa det islamiska styret. I Indien har denna folkgrupp överlevt och finns kvar än idag. De kallas parser (d.v.s. perser) och lever till stor del i en isolerad och exklusiv del av Bombay. Om nutida zoroastrism i Bombay, se också parsism.
Zoroastrismen har sedan 1970-talet spritts från sina ursprungliga hemländer Iran och Indien till resten av världen, inklusive permanenta församlingar i USA, Kanada, Brasilien, Venezuela, Australien, Sydafrika, Singapore, Hongkong, Storbritannien, Tyskland, Skandinavien, Frankrike, Ryssland och Tadzjikistan. Sedan 2007 finns ett europeiskt zoroastriskt center i Paris.
Zoroastrismen hade 2010 cirka 2,6 miljoner anhängare, främst bosatta i Iran, Indien och USA. Fram till omkring 2001–2002 uppskattades antalet återstående zoroastrier till maximalt drygt 200 000 personer, en uppgift som fortfarande förekommer på webbplatser och i uppslagsverks som inte uppdaterats. Efter 11 september-attackerna 2001 och de senare USA-ledda interventionerna i Irak, Afghanistan och Pakistan har det emellertid framkommit att avsevärt fler zoroastrier lever i Mellanöstern, men som till följd av århundraden av förtryck under flera muslimskt dominerade kulturer och stater valt att hålla en mycket låg profil. I Indien har de däremot åtnjutit full religionsfrihet.
Irans utövare av zoroastrismen erkänns officiellt som en religiös minoritetsgrupp av Irans regering, och liksom judar och kristna tilldelas de en plats i det iranska parlamentet.

#### Zoroastrismen i Sverige
Zoroastrismen i Sverige har knappt 1 500 anhängare, de flesta med iransk invandrarbakgrund, men även flera svenskfödda konvertiter. Ett zoroastriskt center i Sverige finns i Göteborg, under ledning av Kamran Jamshidi sedan 1992. Jamshidi har genomgått prästutbildning i Iran och är Skandinaviens första mobed (zoroastrisk präst).[källa behövs]
I juni 2012 öppnades det första zoroastriska eldtemplet i Sverige. Templet ligger i Sollentuna norr om Stockholm och drivs av Kurdistans zarathustriska församling under ledning av mobed Andaz Hwaize.